# Breathless (1983)
Breathless is een Amerikaanse dramafilm uit 1983, met in de hoofdrol Richard Gere en Valérie Kaprisky. Het is een herverfilming van de Franse film À bout de souffle uit 1960. De regie was in handen van Jim McBride. Het scenario is geschreven door McBride en L.M. Kit Carson.

## Verhaal
Jesse Lujack is een zwerver in Las Vegas, die geobsedeerd is door het Marvel Comics-personage Silver Surfer, rock-'n-rollmuziek van Jerry Lee Lewis, en Monica Poiccard, een studente architectuur die hij enkel kent van een weekendje in Vegas.
Bij aanvang van de film steelt Jesse een auto om mee naar Los Angeles te rijden. In het handschoenenkastje vindt hij zowaar een pistool. Wanneer een agent hem laat stoppen wegens roekeloos rijgedrag, schiet Jesse in een reflex de agent neer. Hierdoor wordt hij al snel een gezochte crimineel. Hij ziet geen andere optie dan Monica weer op te zoeken en bij haar in te trekken. Ze accepteert hem daar ze hun relatie wil voortzetten, maar Jesse is jaloers op de vele succesvolle mannen in haar leven.
Jesses foto wordt in de krant verspreid en hij wordt al snel herkend op straat. Monica wordt gearresteerd en ondervraagd over Jesse. Uit de ondervraging blijkt dat ze walgt van Jesses onstabiele houding maar juist houdt van zijn lust voor risico’s en gevaar. Ze weigert hem dan ook aan te geven. Nadat de politie haar laat gaan, zoekt ze Jesse weer op en biedt aan met hem naar Mexico te vluchten.
Op weg naar Mexico ontdekt Monica dat zij nu ook gezocht wordt, en beseft dat haar relatie met Jesse onmogelijk is. Ze belt de politie waarna de twee worden ingesloten door agenten. Bij wijze van afscheid zingt Jesse het lied "Breathless" van Jerry Lee Lewis voor haar, alvorens een pistool te pakken en zich om te draaien richting de politie.

## Rolverdeling
| Acteur           | Personage       |
| ---------------- | --------------- |
| Richard Gere     | Jesse Lujack    |
| Valérie Kaprisky | Monica Poiccard |
| Art Metrano      | Birnbaum        |
| John P. Ryan     | Lt. Parmental   |
| Robert Dunn      | Sgt. Enright    |
| Lisa Persky      | Salesgirl       |
| James Hong       | Grocer          |
| Miguel Pinero    | Carlito         |

## Achtergrond

### Filmmuziek
De volgende nummers zijn in de film te horen:
1. Bad Boy - Mink DeVille
2. High School Confidential - Jerry Lee Lewis
3. Breathless - Jerry Lee Lewis
4. Final Sunset - Brian Eno
5. Wonderful World - Sam Cooke
6. Opening - Philip Glass
7. No Me Hagas Sufrir - Ismael Quintana / Eddie Palmieri
8. Suspicious Minds - Elvis Presley
9. Wind on Wind - Brian Eno
10. Wind on Water - Brian Eno en Robert Fripp
11. Jack the Ripper - Link Wray
12. 365 is my Number / The Message - King Sunny Ade
13. Celtic Soul Brothers - Dexy's Midnight Runners
14. Message of Love - The Pretenders
15. Caca de Vaca - Joe "King" Carrasco
16. Breathless - X

### Ontvangst
De film bracht $19.910.002 op in de Verenigde Staten.
De film werd met gemengde reacties ontvangen door critici. Vooral de keuze van de producers om Valerie Kaprinsky, een echte Franse studente met maar weinig acteerervaring, als actrice te kiezen, riep bij veel critici vragen op.
De film heeft een kleine cultstatus bereikt.